# Ivan I. Trapezuntski
Ivan I. Axoukhos (grčki Ιωάννης Α΄ Αξούχος, Iōannēs I Axoukhos; turski Yuhannes Komnenos) bio je car Trapezuntskog Carstva od 1235. do 1238.
Rođen je kao princ Ivan, ali nije poznato kada i gdje točno.
Bio je najstariji sin Aleksija I. Trapezuntskog i njegove žene koja nije poznata iz primarnih izvora, ali je znanstvenici nazivaju „Teodore“, te brat Manuela I. Trapezuntskog i carice Komnene. Smatra se da je u vrijem smrti 1222. bio maloljetan jer je prijestolje naslijedio zet njegovog oca Andronik I. Gidos. Tijekom opsade Sinope, jedan od izvora navodi da je Aleksije "u Trebizondu imao odrasle sinove koji su sposobni vladati", pa je jasno da je Ivan rođen prije 1214.
Komnena je bila žena Andronika I. Trapezuntskog. Nakon smrti cara Aleksija, Andronik je zavladao te je nakon njegove smrti na vlast došao Ivan.
Čini se da je Ivan bio maloljetan u trenutku smrti svoga oca.
Nije poznato je li Ivan imao suprugu ili konkubinu, ali se zna da je njegov nasljednik trebao biti neki Ivan Nikos (Ioannikios). On je možda bio Ivanov sin kojeg je rodila konkubina. Ivan Nikos je poslan u manastir.
Ivan je umro igrajući tzykanion 1238. te ga je naslijedio brat Manuel.